# Makotipoko
Makotipoko o Makotimpoko es una localidad de la República del Congo, constituida administrativamente como un distrito del departamento de Plateaux en el centro del país.
En 2011, el distrito tenía una población de 18 756 habitantes, de los cuales 8939 eran hombres y 9817 eran mujeres.
La localidad es un puerto fluvial ubicado en el entorno selvático del río Congo. Su territorio está habitado principalmente por las etnias nunu, mbochi y gangoulou.
Se ubica unos 40 km al este de Gamboma, a orillas del río Congo que marca en este tramo la frontera con la República Democrática del Congo.